# 力角镇
力角镇，是中华人民共和国云南省大理白族自治州宾川县下辖的一个乡镇级行政单位。

## 行政区划
力角镇下辖以下地区：
力角村、周能村、张家村、自和村、大会村、海良村、鱼棚村和米汤村。